# El gran Meaulnes
El gran Meaulnes (Le Grand Meaulnes) es la única novela escrita por Alain-Fournier, en 1913, en la que se relata la historia de Augustin Meaulnes buscando su amor perdido. Respondiendo a esquemas romanticistas, el protagonista impulsivo, temerario y heroico se lanza hacia lo desconocido para recuperar el mundo misterioso e inalcanzable que separa la infancia y la adultez.
Este libro está considerado una de las mejores obras de la literatura francesa de los últimos siglos y fue traducido a varios idiomas.
En 1967 fue llevado al cine por Jean-Gabriel Albicocco. En 2006 se estrenó la nueva versión cinematográfica de este libro, con la actuación del cantante francés Jean-Baptiste Maunier y la actriz francesa Clémence Poésy.